# Fiołek skalny
Fiołek skalny (Viola rupestris F.W.Schmidt) – gatunek rośliny należący do rodziny fiołkowatych. Rośnie dziko w Azji i Europie. W Polsce występuje w stanie dzikim na całym niżu w rozproszonych stanowiskach.

## Morfologia
PokrójRoślina trwała, drobna, o wysokości 1-10 cm. Gęsto i delikatnie owłosiona.
ŁodygaKrótko owłosiona, leżąca lub podnosząca się, krótka. Pod ziemią kłącze.
LiścieGrube, drobne, do 2 cm długości, dolne okrągławe, górne jajowate, na szczycie tępe, szarozielone. Mają wyraźnie sercowatą nasadę, są całobrzegie lub słabo karbowane. Przylistki podługowate, frędzlowano zakończone.
KwiatyFioletowe (czasami białe), drobne. Ostroga biała lub bladofioletowa. Wszystkie kwiaty tylko na łodydze.
OwoceJajowata, owłosiona torebka.

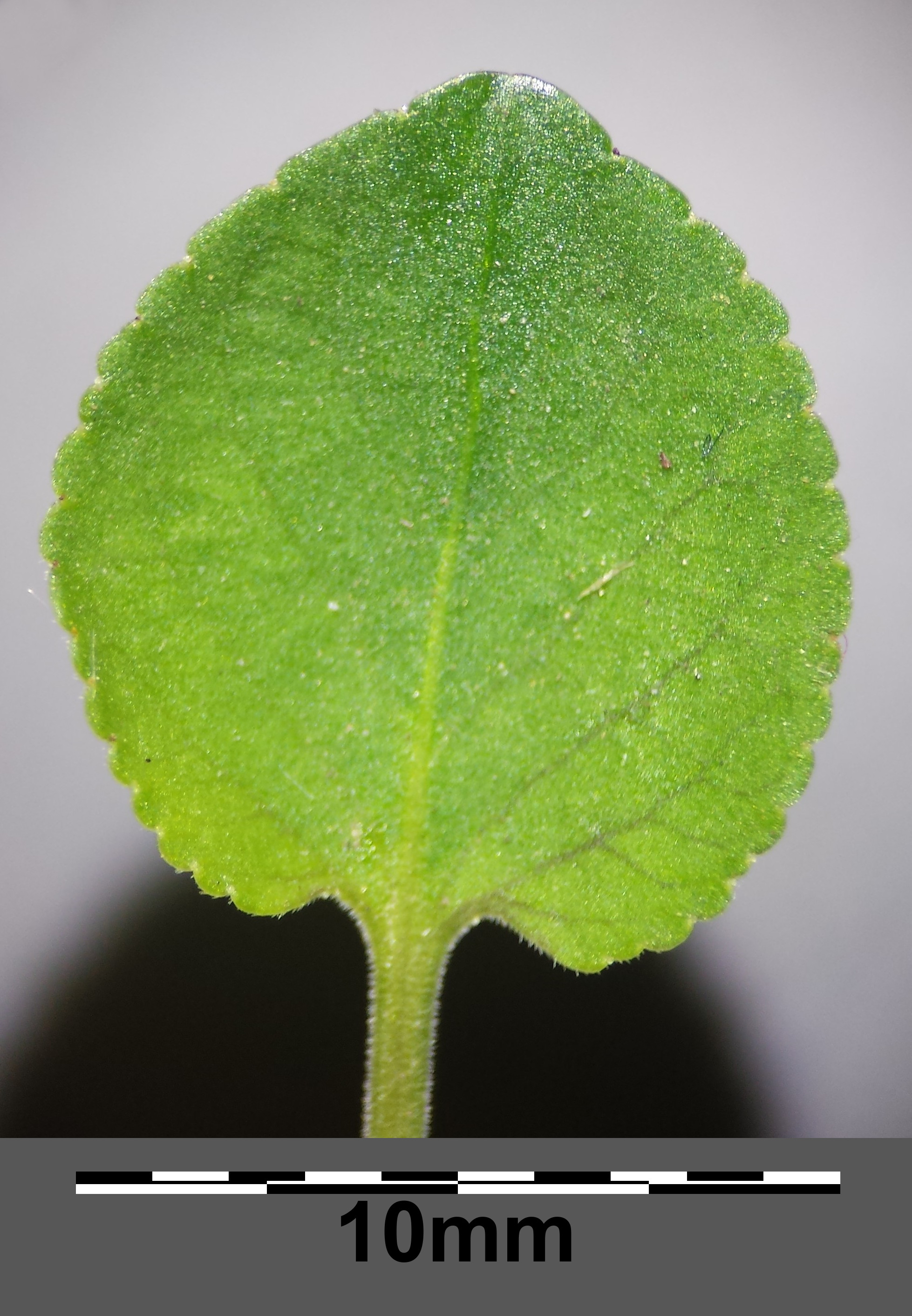
Liść
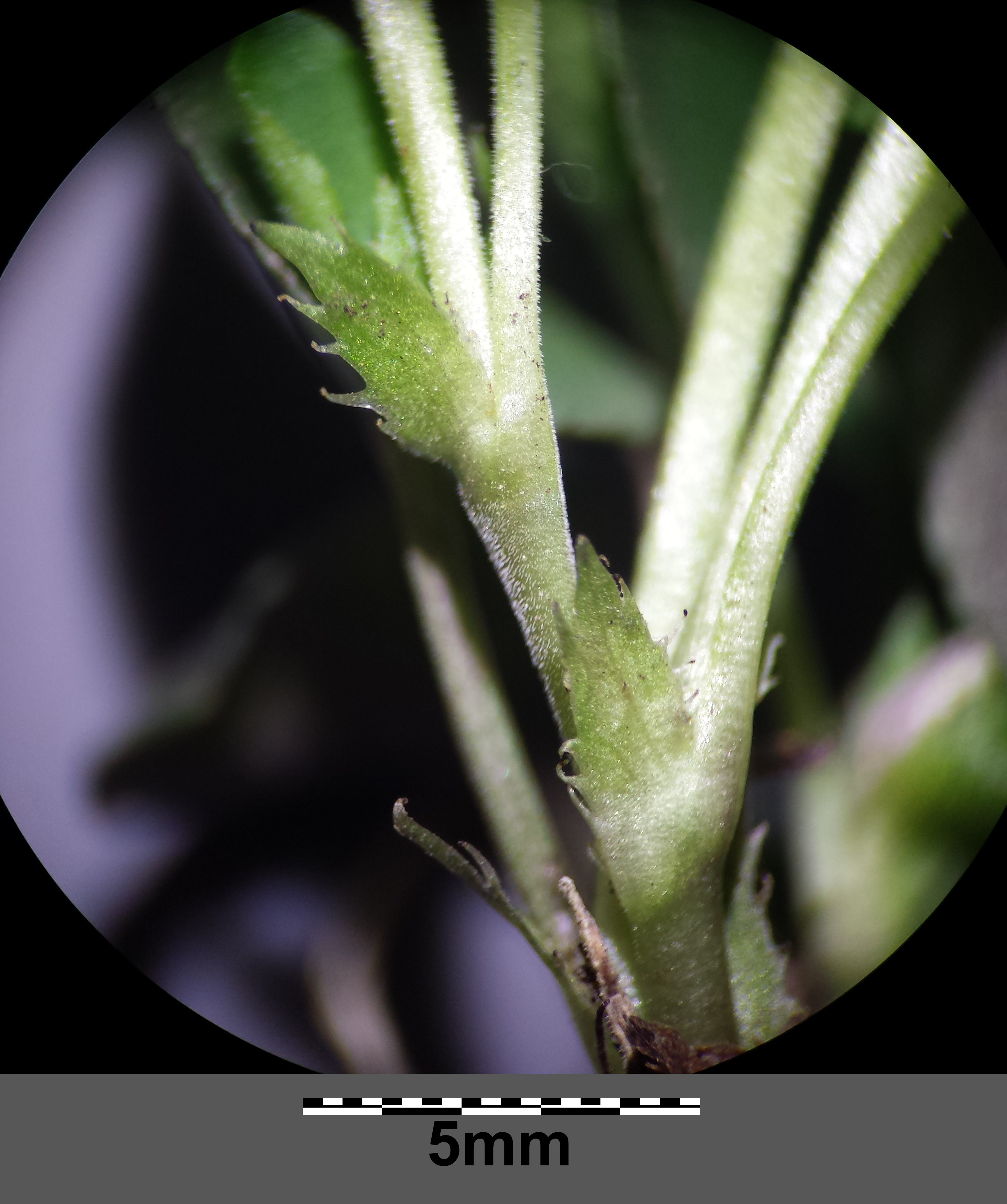
Przylistki
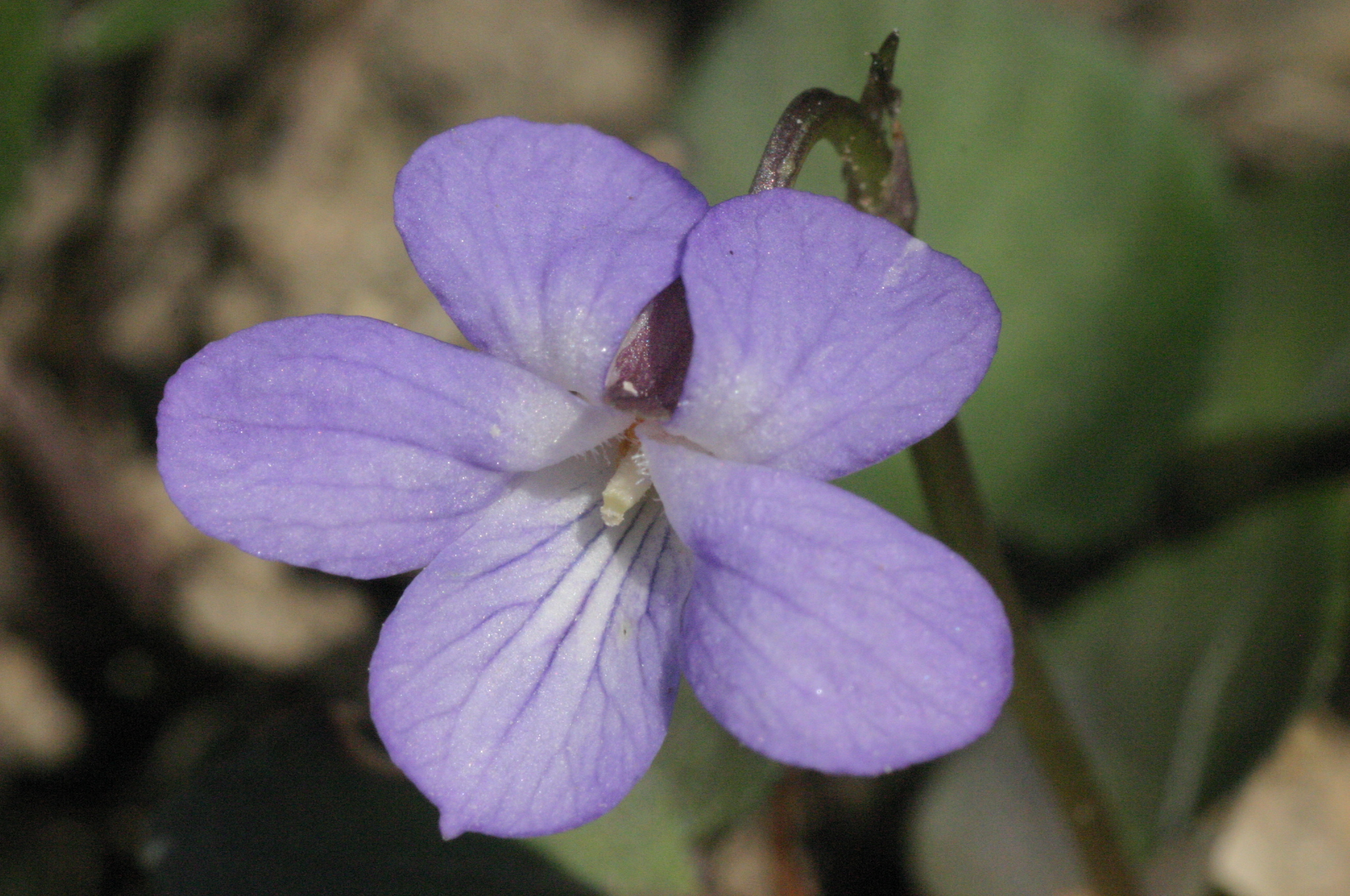
Kwiat
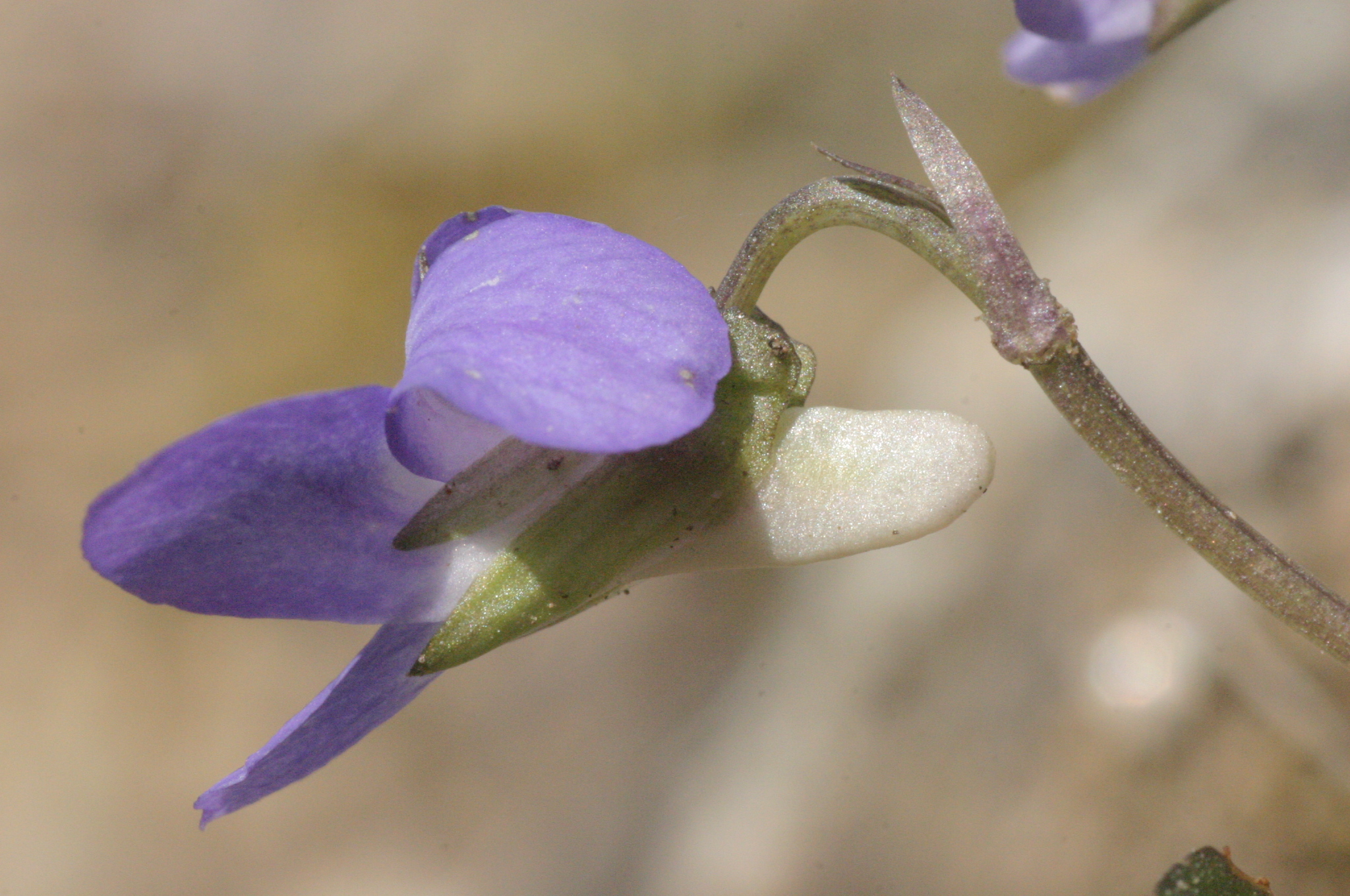
Kwiat
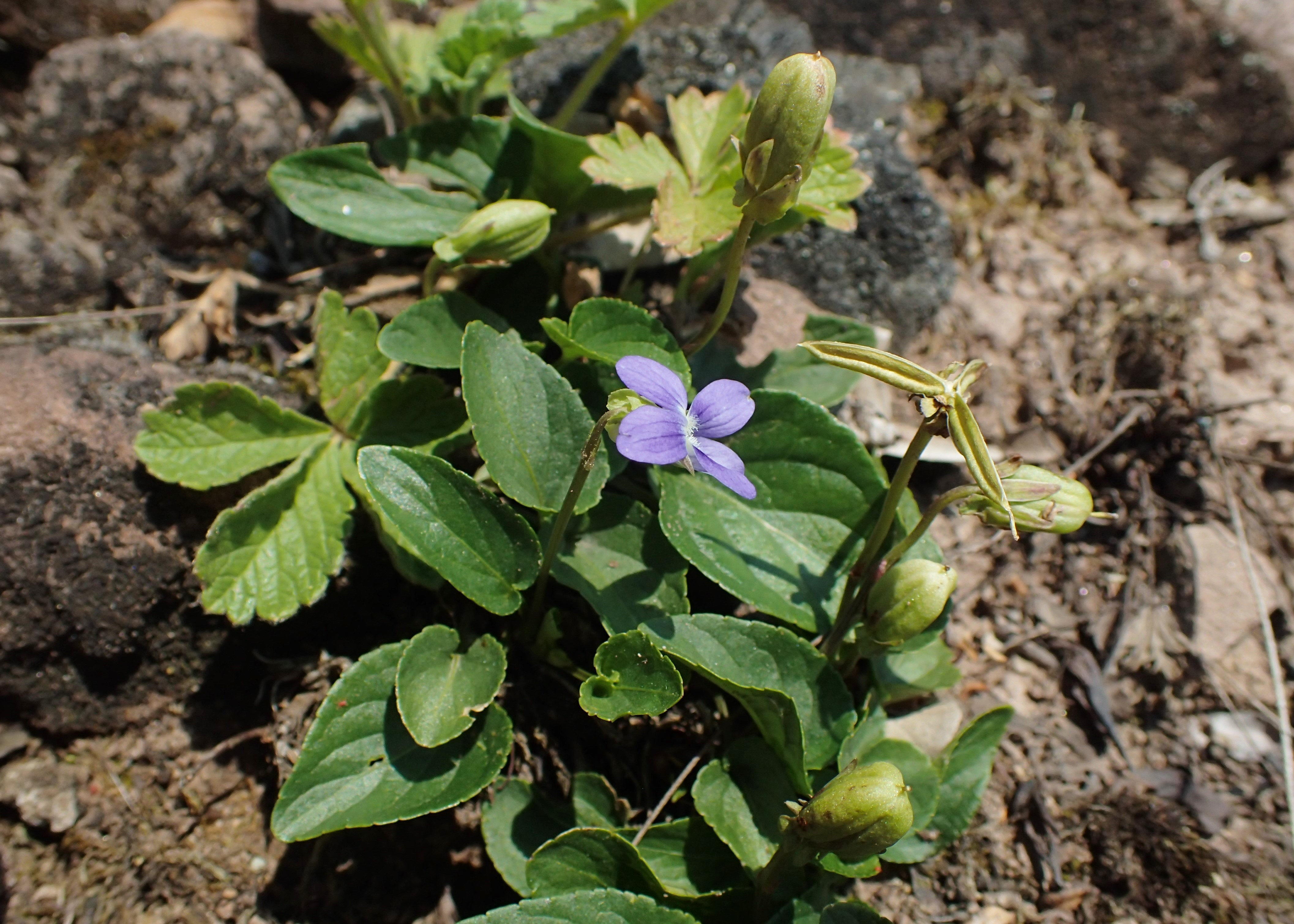
Owocująca roślina

## Biologia i ekologia
Bylina, hemikryptofit. Kwitnie od kwietnia do maja. Siedlisko: wzgórza, suche łąki, bory iglaste, zbocza, piaski. Hemikryptofit. W klasyfikacji zbiorowisk roślinnych gatunek charakterystyczny dla O. Festucetalia valesiacea, Ass. Seslerii-Scorzoneretum.

## Zmienność
Tworzy mieszańce z fiołkiem leśnym, fiołkiem psim, fiołkiem przedziwnym, fiołkiem Rivina.

## Zagrożenia i ochrona
Umieszczony na polskiej czerwonej liście w kategorii NT (bliski zagrożenia).